# Prognathodes obliquus
Prognathodes obliquus är en fiskart som först beskrevs av Lubbock och Edwards, 1980.  Prognathodes obliquus ingår i släktet Prognathodes och familjen Chaetodontidae. IUCN kategoriserar arten globalt som otillräckligt studerad. Inga underarter finns listade i Catalogue of Life.